# Geschirrspülmittel

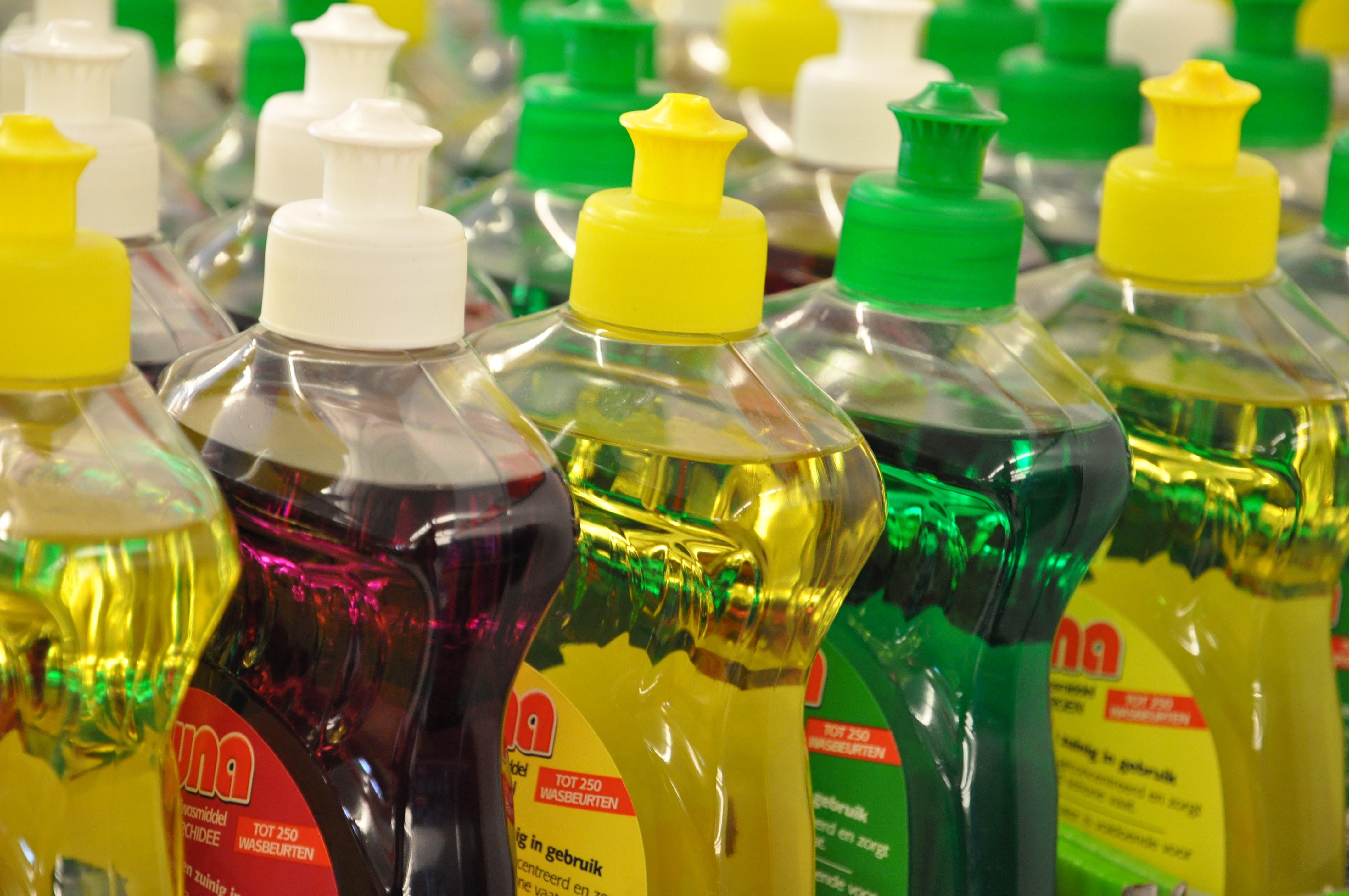
Flüssiges Handgeschirrspülmittel in Kunststoff-Behältern

Geschirrspülmittel (kurz GSM) oder umgangssprachlich, Spüli, in der Schweiz Abwaschmittel, sind meist flüssige Reinigungsmittel, die für den Abwasch von Geschirr mit Warmwasser konzipiert sind.
Handgeschirrspülmittel sind dabei für den manuellen Abwasch von Geschirr im Waschbecken entworfen, während Maschinengeschirrspülmittel für die Anwendung in der Spülmaschine oft in Form von gepressten Spültabs portioniert angeboten werden.

## Handgeschirrspülmittel
Handgeschirrspülmittel werden seit 1958 angeboten. Es sind flüssige, stark schäumende Produkte, die wegen des Hautkontakts auf einen fast neutralen oder schwachsauren pH-Wert mit Citronensäure eingestellt werden. Hauptbestandteile sind Tenside (5 bis 25 %, in Konzentraten 25 bis 40 %), also waschaktive Substanzen, die mit ihrem hydrophilen Teil das Abwaschwasser und mit ihrem hydrophoben Teil die Reste (wie Fette und Öle) binden, so dass eine Dispersion oder Emulsion entsteht. Hierbei werden hauptsächlich anionische Tenside, aber auch amphotere und nichtionische Tenside eingesetzt. Alkohole werden als Lösungsmittel zugesetzt. Zudem enthalten sie häufig Rückfetter, um den Lipidfilm der Hautbarriere wiederherzustellen. Zur zusätzlichen Hautpflege können Proteinhydrolysate oder Aloe vera enthalten sein. Da die Produkte einen hohen Wasseranteil aufweisen, werden Salze der Benzoe- und Salicylsäure als antibakterielle Wirkstoffe hinzugegeben. Darüber hinaus enthalten Handgeschirrspülmittel häufig Duft-, Farb- und Konservierungsstoffe.
Umgangssprachlich ist Handgeschirrspülmittel auch häufig unter weitverbreiteten Markennamen bekannt, wie z. B. dem ehemaligen Produkt Spüli (siehe Fairy) oder den Marken Fit und Pril.

## Maschinengeschirrspülmittel

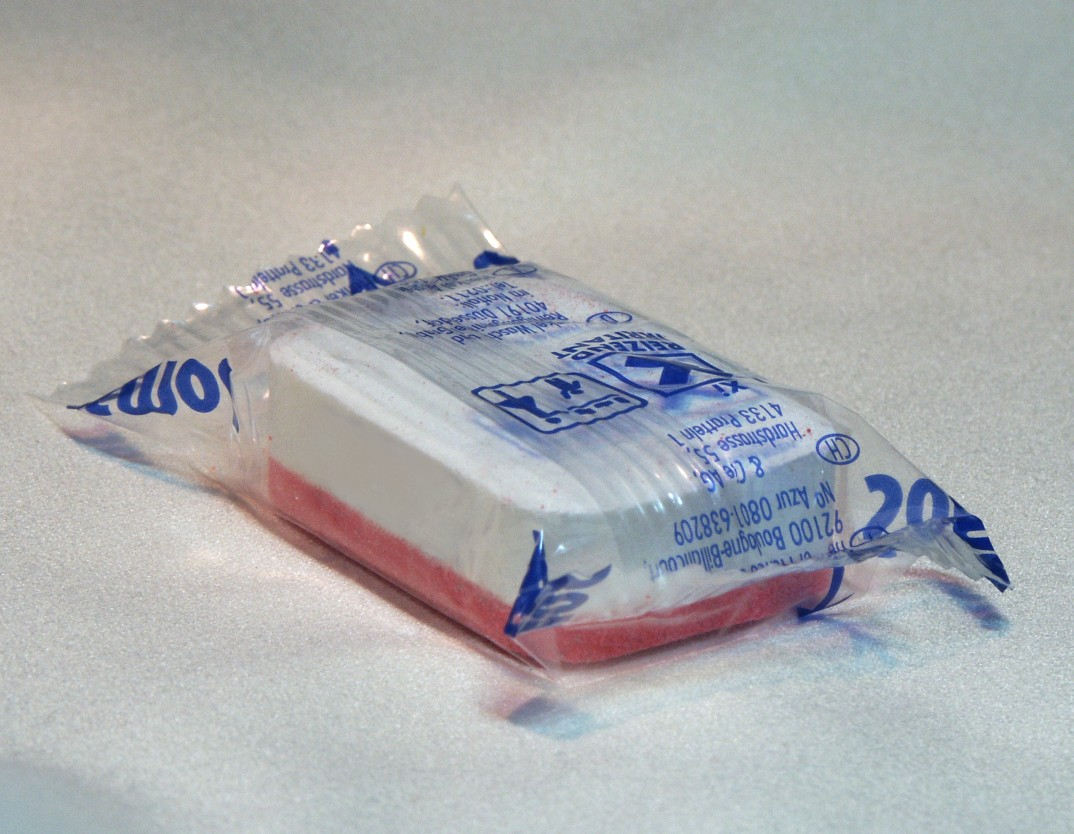
Spültab

Das erste Maschinengeschirrspülmittel war Calgonit, das 1929 im Unternehmen von Johann Adam Benckiser entwickelt wurde und vorerst nur für gewerbliche Kunden zur Flaschenreinigung eingesetzt wurde.
Maschinengeschirrspülmittel werden sowohl in flüssiger als auch in Pulver- oder Tablettenform angeboten. Im Vergleich zu Handgeschirrspülmitteln enthalten sie Basen, Bleichmittel und Geschirrspülenzyme. Klarspüler dienen nach dem Reinigungsvorgang als Trocknungshilfe. Zudem benötigen die in Spülmaschinen eingebauten Enthärtungsanlagen Regeneriersalz.